# Quandela
Quandela est une start-up française, fondée en 2017 et basée à Massy. Spécialisée dans la photonique quantique, elle développe un ordinateur quantique optique. 

## Technologie
La start-up est issue de recherches réalisées au Centre de Nanosciences et de Nanotechnologies.
Elle fabrique des sources de photons uniques,. Ainsi, avec un seul atome piégé contrôlé (boîte quantique ou quantum dot), Quandela prétend parvenir à générer un train de photons bien séparés. Ces derniers peuvent constituer la base de futurs calculateurs quantiques.
L'équipe de Quandela a également développé un système d’intrication à quatre photons à partir d’un seul photon source, piégé dans une boucle à fibre optique. Ces derniers sont censés être exploitables pour des distributions quantiques de clé (Quantum Key Distribution) utilisé dans la cryptographie quantique.
La technologie à l'origine de Quandela a fait l'objet de plusieurs publications dans des revues à comité de relecture, telles que Nature,, ou Physical Review Letters[source secondaire nécessaire].

## Histoire
En 2017, l'entreprise est créée à la suite de recherches effectuées au sein du laboratoire C2N, unité mixte de recherche du CNRS, de l'Université Paris Saclay et de l'université Paris Cité, par Pascale Senellart-Mardon, Valérian Giesz et Niccolo Somaschi,.
En novembre 2021, elle réalise une levée de fonds de 15 millions d’euros.
En 2023, l'entreprise fait partie des lauréats de la première édition du programme French Tech 2030. En novembre 2023, Quandela lève 50 millions d’euros,.
En mars 2024, Quandela livre un ordinateur quantique à OVHcloud. OVHcloud est la première entreprise privée en Europe à s’être dotée d’un système quantique et sa suite logicielle en tant que client industriel.

## Prix et récompenses
- Grand Prix Challenge+ d’HEC Paris, 2018[12].
- Grand Prix IncubAlliance 2019[18].